# 天主教特拉斯卡拉教區
天主教特拉斯卡拉教區（拉丁語：Dioecesis Tlaxcalensis），是墨西哥一個天主教教區，位於東部特拉斯卡拉州，屬普埃布拉總教區。
教區成立於1959年5月23日。2010年有教友1,055,000人，佔總人口98.0%。有七十六個堂區、司鐸170人。現任教區主教為方濟·莫萊諾·巴龍。